# 三星Galaxy S22
三星Galaxy S22（英語：Samsung Galaxy S22）是一款由三星電子設計、生產、銷售和製造的智慧型手機系列產品，是三星Galaxy S系列中的第13代，該系列為Galaxy S21和Galaxy Note 20的繼承產品，首次於2022年2月9日的三星Galaxy Unpack活动中亮相。

## 简介
S22系列共分为S22、S22+、S22 Ultra，其中S22配备6.1寸屏幕，S22+则是6.6寸，而且充电速度更快且电池容量大，S22 Ultra则是6.8寸屏幕及最大的电池容量，与S22和S22+相比有更加丰富的镜头组合而且还内置S-pen觸控筆

## 设计
Galaxy S22与既往的S系列机型相比，在挖孔屏里面的挖孔上有个前置镜头，而且这三种型号都有康宁大猩猩玻璃Victus+背板，但是背面的镜头模组及后盖与S21不同的是没有使用塑膠，S22和S22+的后置摄像头阵列采用金属边框；由於Note系列被整併至S系列，S22 Ultra明顯不同於之前S Ultra機型的圓潤外框，而是採用如同Note系列般方正的機身外觀並隨附S-Pen，其鏡頭则是各自獨立突起且沒有金屬邊框包覆所有鏡頭，僅有各自獨立的金屬鏡頭環。
| Galaxy S22 | Galaxy S22 | Galaxy S22 | Galaxy S22+ | Galaxy S22+ | Galaxy S22+ | Galaxy S22 Ultra | Galaxy S22 Ultra | Galaxy S22 Ultra |
| 颜色       | 名称       | 网上限定   | 颜色        | 名称        | 网上限定    | 颜色             | 名称             | 网上限定         |
|            | 皎月白     | 否         |             | 皎月白      | 否          |                  | 皎月白           | 否               |
|            | 星際黑     | 否         |             | 星際黑      | 否          |                  | 星際黑           | 否               |
|            | 極光绿     | 否         |             | 極光绿      | 否          |                  | 極光绿           | 否               |
|            | 雪霧粉     | 否         |             | 雪霧粉      | 否          |                  | 夜暮红           | 否               |
|            | 远山灰     | 是         |             | 远山灰      | 是          |                  | 远山灰           | 是               |
|            | 湖屿蓝     | 是         |             | 湖屿蓝      | 是          |                  | 湖屿蓝           | 是               |
|            | 慕斯白     | 是         |             | 慕斯白      | 是          |                  | 夜幕红           | 是               |
|            | 浅熏紫     | 是         |             | 浅熏紫      | 是          |                  |                  |                  |
|            | 幻夜紫     | 否         |             |             |             |                  |                  |                  |

## 规格

### 硬件

#### 处理器
三星Galaxy S22系列共分为两种处理器版本，一种是高通骁龙8 Gen 1；一种是三星猎户座2200，且僅在歐洲以及俄羅斯銷售的版本使用。

#### 螢幕
Galaxy S22系列拥有“Dynamic AMOLED 2X”螢幕，支持 HDR10+ 和“动态色调映射”技术。全系列均采用第二代超声波螢幕下指紋辨識感應器。
| 型号      | 螢幕尺寸          | 解析度    | 最高刷新率 | 支持的刷新率范围 | 螢幕形态 |
| --------- | ----------------- | --------- | ---------- | ---------------- | -------- |
| S22       | 6.1英寸（155 mm） | 2340×1080 | 120 Hz     | 48 Hz to 120 Hz  | 平面     |
| S22+      | 6.6英寸（168 mm） | 2340×1080 | 120 Hz     | 48 Hz to 120 Hz  | 平面     |
| S22 Ultra | 6.8英寸（173 mm） | 3088×1440 | 120 Hz     | 1 Hz to 120 Hz   | 曲面     |

#### 存储
| 型号   | Galaxy S22 | Galaxy S22     | Galaxy S22+ | Galaxy S22+    | Galaxy S22 Ultra | Galaxy S22 Ultra |
| ------ | ---------- | -------------- | ----------- | -------------- | ---------------- | ---------------- |
|        | 記憶體     | 快閃記憶體容量 | 記憶體      | 快閃記憶體容量 | 記憶體           | 快閃記憶體容量   |
| 组合 1 | 8GB        | 128GB          | 8GB         | 128GB          | 8GB              | 128GB            |
| 组合 2 | 8GB        | 256GB          | 8GB         | 256GB          | 12GB             | 256GB            |
| 组合 3 | -          | -              | -           | -              | 12GB             | 512GB            |
| 组合 4 | -          | -              | -           | -              | 12GB             | 1TB              |

#### 电池
S22、S22+、S22 Ultra分别拥有3,700 mAh、4,500 mAh 和 5000 mAh 锂聚合物电池。S22支持通过 USB-C 进行高达 25W 的有线充电（使用 USB Power Delivery），而S22+和S22 Ultra具有更快的 45W 充电速度。这三款产品都具有高达 15W 的 无线充电功能。这些手机还能够使用 S22 自己的电池电量为其他支持无线充电的设备进行反向充电，该功能还被称为“无线电源分享”，最高可达 15W。

#### 连接
S22还拥有双模5G，而且还有WIFI6及蓝牙5.2，另外S22+和S22 Ultra还支持WI-FI6E，还支持百度CarLife+三星版，可以实现连接市面70余品牌的超千款车型。

#### 相机
| 机型     | 机型         | Galaxy S22 & S22+                                        | Galaxy S22 Ultra                                          |
| -------- | ------------ | -------------------------------------------------------- | --------------------------------------------------------- |
| 主鏡頭   | 镜头         | 50 MP, f/1.8, 24mm, 1/1.57", Dual Pixel PDAF, 光学防手震 | 108 MP, f/1.8, 24mm, 1/1.33", PDAF, Laser AF, 光学防手震  |
| 主鏡頭   | 感光元件型号 | Samsung S5KGN5 （页面存档备份，存于）                    | Samsung S5KHM3 （页面存档备份，存于）                     |
| 超广角   | Specs        | 12 MP, f/2.2, 13mm, 1/2.55", Dual Pixel PDAF             | 12 MP, f/2.2, 13mm, 1/2.55", Dual Pixel PDAF              |
| 超广角   | Model        | Sony IMX563                                              | Sony IMX563                                               |
| 望遠     | 镜头         | 10 MP, f/2.4, 70mm, 1/3.94", PDAF, 光学防手震            | 10 MP, f/2.4, 70mm, 1/3.52", Dual Pixel PDAF, 光学防手震  |
| 望遠     | 感光元件型号 | 三星 S5K3K1                                              | 索尼 IMX754                                               |
| 潜望式   | 镜头         | -                                                        | 10 MP, f/4.9, 240mm, 1/3.52", Dual Pixel PDAF, 光学防手震 |
| 潜望式   | 感光元件型号 | -                                                        | 索尼 IMX754                                               |
| 前置鏡頭 | 镜头         | 10 MP, f/2.2, 26mm, 1/3.24", PDAF                        | 40 MP, f/2.2, 26mm, 1/2.8", PDAF                          |
| 前置鏡頭 | 感光元件型号 | 索尼 IMX374                                              | Samsung S5KGH1 （页面存档备份，存于）                     |

S22和S22+拥有5000万畫素的主鏡頭、一个1000万畫素的三倍望遠镜头、以及1200万畫素的超广角镜头，S22 Ultra主鏡頭則是1亿畫素并支持12位HDR，另外还包括两个1000万畫素分别支持三倍和十倍的望遠镜头、以及1200万畫素的超广角镜头。前鏡頭部分S22和S22+為1000万畫素，S22 Ultra則是4000万畫素。
Galaxy S22还支持录制HDR10+影片且支持高效率图像文件格式.

##### 支持的影片模式
三星Galaxy S22还支持下列影片格式：
- 8K@24帧
- 4K@30/60帧
- 1080p@30/60/240帧
- 720p@960帧 (在S22 Ultra上面480帧还能插帧到960帧)

上述模式还可在拍摄过程中拍摄对应解析度的照片

#### S-Pen
S22 Ultra是首个在S系列上隨附S-Pen的机型，在Note系列被整併至S系列後由Ultra機型取代其內置S-Pen的特色，而S-Pen透過演算法的改進，將延遲由9毫秒降低到2.8毫秒，並繼承原先Note系列時期的功能。筆身均為黑色，僅有筆蓋會隨著機身顏色變化（但線上商城限定色則如同Note系列時期的S-Pen，筆身及筆蓋均會與機身顏色搭配）。

#### 軟體
S22系列手机搭载 Android 12 的 One UI 4.1，目前可透過官方更新至 Android 15 的 One UI 7.0，且可使用Galaxy AI之功能（但因處理器的限制，無法使用部份的AI功能，如生成式慢動作鏡頭）。并使用三星Knox来增强行動裝置的安全性，且存在一个单独的版本供企业使用。

## 争议

### 效能測試作弊
此系列手機被效能測試軟體《Geekbench》認定在使用該軟體時有作弊行為，指出三星的GOS會限制效能，但遇到效能測試軟體卻時不會，如《Geekbench》、《3D Mark》等，意圖使效能測試時的結果比正常使用時更好。
因此《Geekbench》決定將S22、S21、S20、S10全系列數據永久除名。但像Note或A系列依舊存在，據稱是沒有發現作弊現象。